# Рамничанка (Вранча)
Рамничанка (рум. Râmniceanca) насеље је у Румунији у округу Вранча у општини Вартешкоју. Oпштина се налази на надморској висини од 181 m.

## Становништво
Према подацима из 2002. године у насељу је живело 240 становника, од којих су сви румунске националности.